# سیمون فیسی
سیمون فیسی (انگلیسی: Simone Facey؛ زادهٔ ۷ مهٔ ۱۹۸۵) ورزشکار دو و میدانی اهل جامائیکا است.
وی در مسابقات کشوری و بین‌المللی در مجموع برندهٔ ۱۱ مدال طلا، ۳ مدال نقره، ۲ مدال برنز شده‌است.